# Jiří III.
Jiří III. (4. června 1738 Londýn – 29. ledna 1820 Windsorský hrad) byl panovník Království Velké Británie a Irska od 25. října 1760 do spojení obou zemí 1. ledna 1801, kdy se stal králem Spojeného království Velké Británie a Irska. Byl také vévodou brunšvicko-lüneburským a kurfiřtem hannoverským do 12. října 1814, kdy se poté, co se hannoverské kurfiřtství stalo královstvím, stal králem hannoverským. Byl třetím panovníkem Hannoverské dynastie na britském trůně, ale na rozdíl od svých dvou předchůdců se narodil v Británii a angličtina byla jeho rodným jazykem. Za svůj dlouhý život Hannover nikdy nenavštívil.
Období jeho vlády bylo poznamenáno sérií vojenských konfliktů, do nichž se Británie zapojila. V počátečním období porazila Británie Francii v sedmileté válce a stala se dominantní silou v Severní Americe a Indii. Mnoho amerických kolonií Británie ztratila po americké válce za nezávislost, jejímž výsledkem byl vznik Spojených států amerických. Řada válečných střetů s napoleonskou Francií skončila Napoleonovou definitivní porážkou roku 1815.
V druhé polovině svého života trpěl občasnými a později trvalými záchvaty duševní choroby, tehdy označované jako šílenství (dnes se předpokládá, že šlo o projevy porfyrie, těžké metabolické poruchy, dr. Peter Gerrard z britského neurologického institutu UCL však soudí, že šlo spíše o bipolární afektivní poruchu). Po posledním záchvatu roku 1810 byla zřízena regentská rada a jeho nejstarší syn Jiří, princ z Walesu vládl jako princ regent. Po smrti svého otce pak vládl jako král Jiří IV.

## Mládí
Narodil se 4. června 1738 v Norfolk House v Londýně jako vnuk Jiřího II., syn Frederika, prince z Walesu, a jeho manželky Augusty Sasko-Gothajské. Byl prvním britským panovníkem, který studoval systematicky přírodní vědy. Uměl psát a číst anglicky a německy a kromě toho studoval astronomii, matematiku, francouzštinu, latinu, dějepis, zeměpis, obchod, zemědělství a ústavní právo.
Po smrti svého otce Frederika se stal zákonitým dědicem britského trůnu a byl jmenován princem z Walesu. 8. září 1761 se oženil s Šarlotou von Mecklenburg-Strelitz a o dva týdny později byli oba korunováni ve Westminsterském opatství. Měli spolu patnáct potomků, devět synů a šest dcer:
- 1. Jiří IV. (12. 8. 1762 Londýn – 26. 6. 1830 Windsor), král Spojeného království Velké Británie a Irska a Hannoveru od roku 1820 až do své smrti
⚭ 1795 Karolina Brunšvická (17. 5. 1768 Braunschweig – 7. srpna 1821 Londýn), na své vlastní přání pohřbena ve svém rodném městě v kryptě katedrály svatého Blažeje v Braunschweigu
- 2. Bedřich August Hannoverský (16. 8. 1763 Londýn – 5. 1. 1827 tamtéž), od roku 1784 vévoda z Yorku a Albany, britský polní maršál a kníže-biskup v Osnabrücku
⚭ 1791 Frederika Pruská (7. 5. 1767 Berlín – 6. 8. 1820 Weybridge)
- 3. Vilém IV. (21. 8. 1765 Londýn – 20. 6. 1837 Windsor), král Spojeného království Velké Británie a Irska a Hannoveru od roku 1830 až do své smrti
⚭ 1818 Adelheid Sasko-Meiningenská (13. 8. 1792 Meiningen – 2. 12. 1849 Londýn)
- 4. Šarlota (29. 9. 1766 Londýn – 5. 10. 1828 Ludwigsburg)
⚭ 1797 Fridrich I. Württemberský (6. 11. 1754 Trzebiatów – 30. 10. 1816 Stuttgart), 1. württemberský král od roku 1797 až do své smrti
- 5. Eduard August (2. 11. 1767 Londýn – 23. 1. 1820 Sidmouth), vévoda z Kentu a Strathearnu
⚭ 1818 Viktorie Sasko-Kobursko-Saalfeldská (17. 8. 1786 Coburg – 16. 3. 1861 Windsor), rodem saská princezna
- 6. Augusta Žofie (8. 11. 1768 Londýn – 22. 9. 1840 tamtéž), svobodná a bezdětná
- 7. Alžběta (22. 5. 1770 Londýn – 10. 1. 1840 Frankfurt nad Mohanem), pohřbena společně s manželem v mauzoleu lankrabat ve městě Bad Homburg vor der Höhe
⚭ 1818 Fridrich VI. Hesensko-Homburský (30. 7. Bad Homburg vor der Höhe – 2. 4. 1829 tamtéž), lankrabě hesensko-homburský od roku 1820 až do své smrti
- 8. Arnošt August (5. 6. 1771 Londýn – 18. 11. 1851 Hannover), vévoda Cumberlandu a Teviotdale, hannoverský král od roku 1837 až do své smrti, společně s manželkou pohřben ve Welfenmausoleu v Hannoveru [1]
⚭ 1813 Frederika Meklenbursko-Střelická (2. 3. 1778 Hannover – 29. 6. 1841 tamtéž)
- 9. August Frederik (27. 1. 1773 Londýn – 21. 4. 1843 tamtéž), vévoda ze Sussexu od roku 1801 až do své smrti, pohřben společně s druhou manželkou na hřbitově Kensal Green v Londýně [2]
  - I. ⚭ 1793 Augusta Murray (27. 1. 1768 Airth – 5. 3. 1830), sňatek anulován roku 1794
  - II. ⚭ 1831 Cecilia Underwood (1785 – 1. 8. 1873 Londýn), roku 1840 jí byl přidělen titul vévodkyně z Iverness
- 10. Adolf Frederik (24. 2. 1774 Londýn – 8. 7. 1850 tamtéž), vévoda z Cambridge od roku 1801 až do své smrti
⚭ 1818 Augusta Hesensko-Kaselská (25. 7. 1797 Offenbach am Main – 6. 4. 1889 Londýn)
- 11. Marie (25. 4. 1776 Londýn – 30. 4. 1857 Weymouth)
⚭ 1816 Vilém Frederik, vévoda z Gloucesteru a Edinburghu (15. 1. 1776 Řím – 30. 11. 1834 Bagshot Park)
- 12. Žofie (3. 11. 1777 Londýn – 27. 5. 1848 tamtéž), zemřela neprovdána, na vlastní přání byla pohřbena na hřbitově Kensal Green v Londýně [3]
- 13. Octavius (23. 2. 1779 Londýn – 3. 5. 1783 tamtéž)
- 14. Alfred Britský (22. 9. 1780 Windsor – 20. 8. 1782 tamtéž)
- 15. Amélie (7. 8. 1783 Windsor – 2. 11. 1810 tamtéž), svobodná a bezdětná

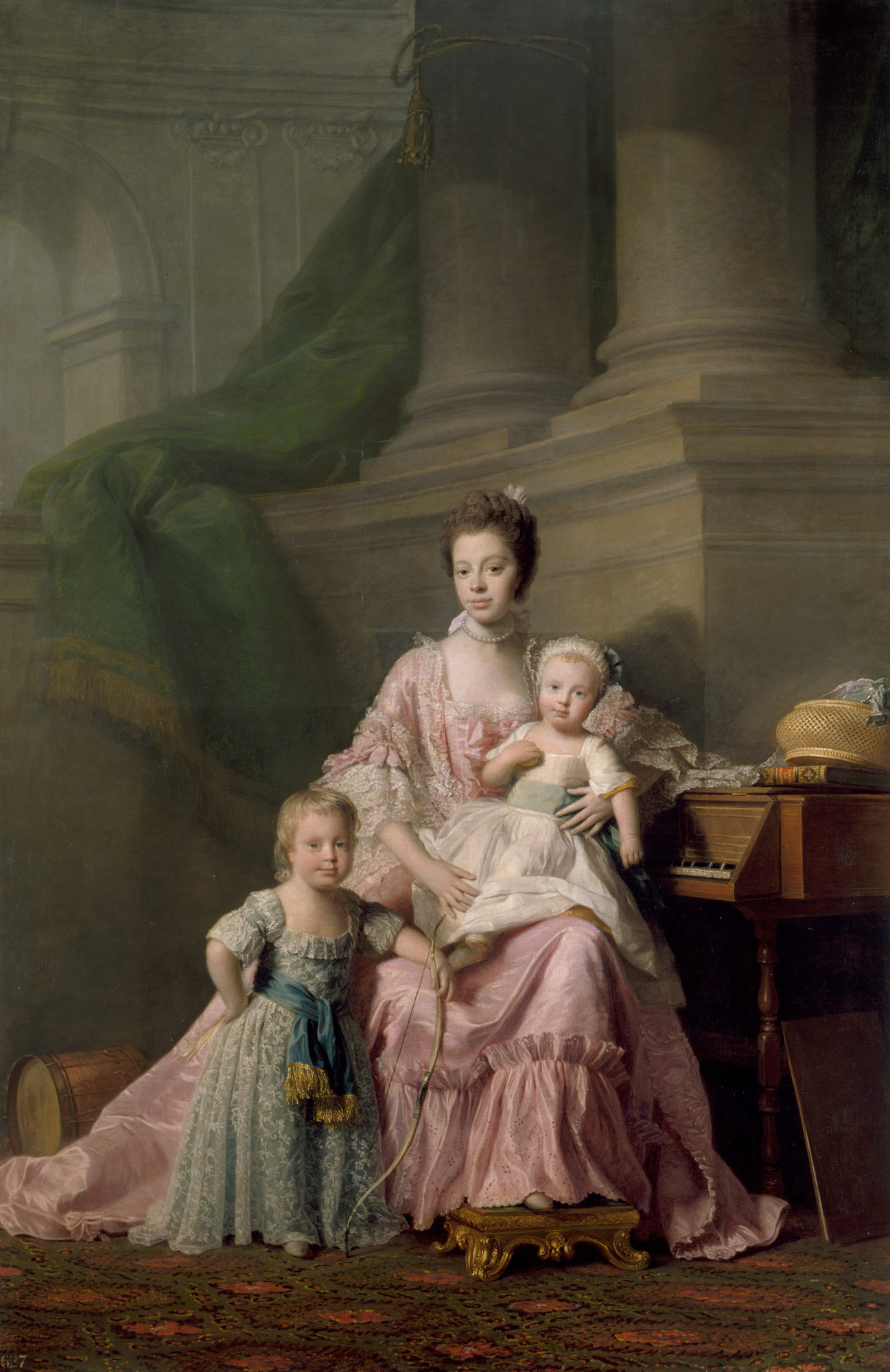
Královna Šarlota s prvními dvěma dětmi (1765)

Roku 1762 koupil pro rodinné účely Buckingham House (nynější Buckinghamský palác) a St James's Palace byl používán pouze pro oficiální příležitosti.

## Počáteční období vlády
Počáteční období vlády bylo poznamenáno politickou nestabilitou způsobenou rozdílnými názory na sedmiletou válku. Jiří byl Whigy obviňován, že straní Toryům a je autoritativní panovník. V květnu 1762 byl úřadující ministr Thomas Pelham-Holles ze strany Whigů nahrazen lordem Buttem ze strany Toryů. Po podpisu mírové dohody, která ukončila sedmiletou válku, lord Bute odstoupil a k moci se dostali Whigové vedení Georgem Grenvillem.
Královská proklamace z roku 1763 stanovila západní hranici pro expanzi amerických kolonií. Tento dokument byl vydán s úmyslem přinutit osadníky jednat s rodilými Američany a zmenšit náklady na pohraniční konflikty vznikající ze sporů o půdu. Proklamační hranice se netýkala většiny farmářů, byla využita menšinou k vyvolání sporu mezi kolonisty a britskou vládou. Vzhledem k tomu, že američtí kolonisté všeobecně nepodléhali britským daním, začalo být nákladné financovat obranu kolonistů proti vzpourám původních obyvatel nebo útoku Francouzů. Roku 1765 představil Greenwille kolkový zákon, který uvalil daň na každý dokument, který byl opatřen kolkem v britských koloniích v Severní Americe. Protože noviny byly tištěny na papír, který byl touto daní zatížen, staly se noviny hlavní hlásnou troubou odporu proti této dani. Jiří byl nespokojen s Grenvillovým úmyslem omezit královy výsady, odvolal ho a sestavením vlády pověřil Charlese Watson-Wentwortha.
Wentworth s podporou Williama Pitta a krále odvolal nepopulární kolkový zákon, ale jeho vláda byla slabá a byla nahrazena vládou Pittovou. Daně uvalené na kolonie v Severní Americe byly zrušeny s výjimkou daně na čaj. Roku 1773 byla loď s nákladem čaje v Bostonském přístavu přepadena kolonisty a čaj byl shozen do moře – tato událost bývá označována jako Bostonské pití čaje. Veřejné mínění v Británii se obrátilo proti kolonistům a tato akce byla označena jako kriminální čin. Frederik North s podporou parlamentu vydal opatření, kterým byl uzavřen přístav v Bostonu a ústava Massachusetts byla upravena tak, že členové jeho horní komory byli jmenováni panovníkem, místo volby členy dolní komory.

## Americká válka za nezávislost
Americká válka za nezávislost vypukla poté, co v dubnu 1775 došlo k vojenskému střetu mezi britskou pravidelnou armádou a kolonistickými ozbrojenci v Nové Anglii. Po roce války v červenci 1776 kolonie vyhlásily nezávislost na Británii a uvedly výhrady vůči králi, zákonům a britským obyvatelům. Britové dobyli New York roku 1776, ale strategický plán na invazi z Kanady selhal po kapitulaci vrchního velitele britského vojska Johna Burgoyneho po bitvě u Saratogy.
Jiří III. je často obviňován z toho, že chtěl pokračovat ve válce proti americkým koloniím navzdory názorům svých ministrů. Nicméně současní historici hodnotí jeho postoj komplexněji v širších souvislostech, s ohledem na to, že žádný panovník nehodlá ochotně pozbýt velkou část svého území, a na to, že jeho chování bylo daleko méně nemilosrdné, než postoje jiných monarchů jeho doby. Po bitvě u Saratogy byly parlament i veřejné mínění nakloněny pokračování války. Po neúspěchu v Americe navrhl North, aby vláda přešla do Pittových rukou, protože ho považoval za schopnějšího, ale Jiří to odmítl.
Roku 1778 podepsala Francie dohodu o přátelství s nezávislými americkými koloniemi. Británie byla tehdy ve válce jak s Francií, tak i se Španělskem. Lord North znovu navrhl svou rezignaci, ale Jiří ji odmítl. Odpor proti vzrůstajícím nákladům narůstal a vyvrcholil pouličními nepokoji v Londýně. Roku 1781 dorazila do Londýna zpráva o kapitulaci Yorktownu a lord North, protože jeho parlamentní podpora poklesla, následující rok rezignoval. Jiří akceptoval ztrátu území v Severní Americe a souhlasil se zahájením mírových jednání. Mírová dohoda uznávající nezávislost amerických kolonií a návrat Floridy Španělsku byla podepsána v Paříži roku 1783.

## William Pitt
Pro Jiřího bylo Pittovo jmenování velkým vítězstvím. Dokázal prosadit předsedu vlády na základě vlastního přesvědčení bez ohledu na názor většiny v dolní komoře parlamentu. V době kdy byl Pitt v úřadu, Jiří podporoval mnohé jeho záměry a jmenoval velké množství nových peerů, kteří byli Pittovi spojenci, a zajistil mu tak podporu ve Sněmovně lordů. V době, kdy byl Pitt předsedou vlády a krátce poté byl Jiří v Británii velmi populární.
V té době se ale zdravotní stav Jiřího zhoršil. Procházel záchvaty duševní choroby. První krátký záchvat ho zasáhl roku 1765 a druhý, tentokráte delší, se objevil v létě roku 1788. Po konci období zasedání parlamentu se odejel léčit do lázní v Cheltenhamu. Pitt navrhoval, aby byl Jiřího nejstarší syn jmenován regentem a k jeho překvapení Fox navrhl, aby byl jmenován princ z Walesu právoplatným následníkem s plnou mocí panovníka. Než se však v parlamentu vyřešily spory o to, který návrh má být realizován, Jiří se uzdravil.

## Francouzská revoluce a napoleonské války

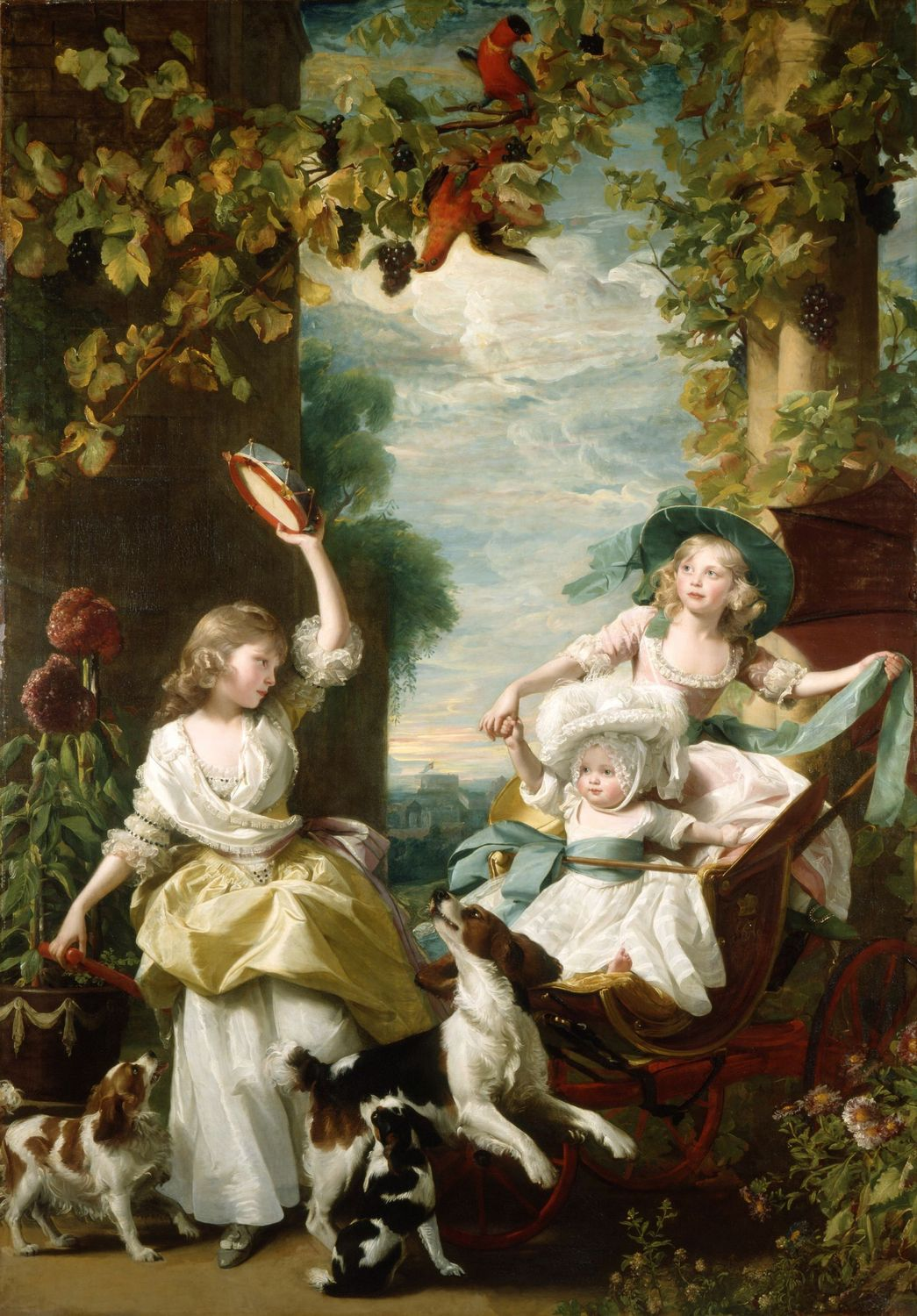
Tři nejmladší Jiřího dcery

Francouzská revoluce, ve které byla svržena monarchie, polekala mnoho britských velkostatkářů. Francie vyhlásila roku 1793 válku Velké Británii a Jiří povolil Pittovi, aby zvýšil daně. První koalice proti Francii, která zahrnovala Rakousko, Prusko a Španělsko, ztroskotala roku 1795, když Prusko a Španělsko uzavřely s Francií vlastní mírové dohody. Druhá koalice, sestávající z Rakouska, Ruska a Osmanské říše, byla poražena roku 1800. Pouze Velká Británie stála mimo hlavní válečný konflikt.

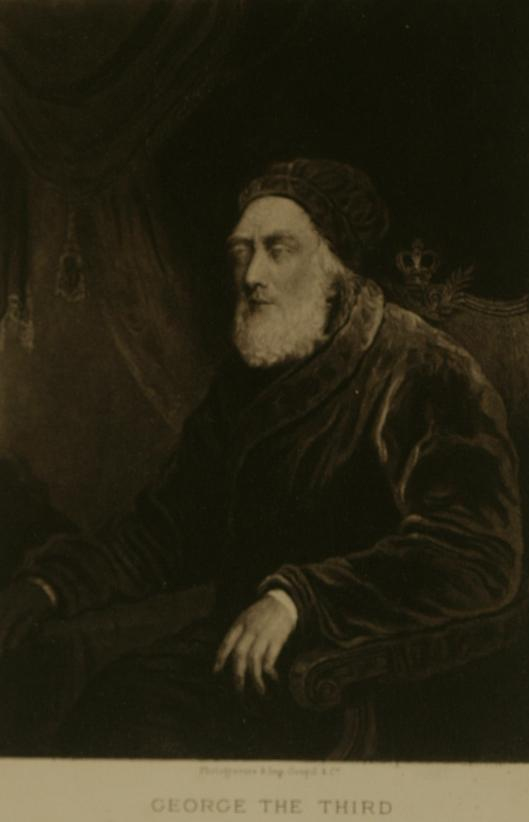
Jiřího portrét z pozdního období

Krátký mír dovolil Pittovi soustředit se na Irsko, kde se objevila vzpoura a roku 1798 pokus o vylodění Francouzů. Parlament Spojeného království a Irský parlament přijaly roku 1800 zákon o sjednocení, kterým se od 1. ledna 1801 spojilo Království Velké Británie a Irsko do jednoho státu Spojeného království Velké Británie a Irska. Pitt se snažil odstranit některá právní omezení vůči katolíkům, ale setkal se s odporem u krále i u britské veřejnosti. Po tomto neúspěchu chtěl Pitt rezignovat, ale v tutéž dobu byl Jiří zasažen obnoveným záchvatem duševní nemoci. 14. března 1801 byl Pitt ve funkci formálně nahrazen mluvčím dolní komory parlamentu Henrym Addingtonem. Addington zavrhl emancipaci katolíků, zrušil daň z příjmu a zahájil odzbrojení. V říjnu 1801 uzavřel s Francií mír.
Jiří považoval mír s Francií za pouhý experiment. Roku 1803 se válečný stav znovu obnovil a veřejné mínění přinutilo Addingtona, aby předal vedení válečných operací Pittovi. Možnost invaze Napoleona do Británie se ukazovala být reálnou a velké množství dobrovolníků se hlásilo do sborů na obranu země proti Francouzům. Možnost vpádu Francouzů byla odvrácena po slavném vítězství britského námořnictva vedeného Horatiem Nelsonem v bitvě u Trafalgaru.
Roku 1804 byl Jiří znovu postižen záchvatem nemoci a poté, co se uzdravil, Addington rezignoval a k moci se znovu dostal Pitt. Ten se soustředil na vytvoření koalice s Rakouskem, Ruskem a Švédskem. Tato třetí koalice dopadla podobně jako obě předchozí. Neúspěch v Evropě se podepsal na Pittově zdraví a ten roku 1806 zemřel. Předsedou vlády se stal lord Grenville (syn George Grenvilla. Vláda na podporu najímání vojáků vyhlásila plán povolit katolíkům zastávat v armádě jakoukoli důstojnickou hodnost. Jiří jim ale nařídil, aby tento záměr odvolali a vyhlásili, že takové nařízení nebude přijato ani v budoucnu. Vláda plán odvolala, ale odmítla se zavázat nepřijmout takové opatření v budoucnosti. Jiří ministry odvolal a premiérem jmenoval vévodu z Portlandu, přičemž nejvlivnějším člověkem se stal ministr financí Spencer Perceval. Parlament byl rozpuštěn a následné volby vytvořily v dolní komoře parlamentu pohodlnou většinu vzdorujícím ministrům. Jiří již pak do konce své vlády neprovedl významnější politickou akci.

## Pozdní období
Roku 1810 byl postižen revmatismem a vážně onemocněl. Jeho stav se zhoršil poté, co zemřela jeho nejmladší a nejoblíbenější dcera Amélie. Roku 1811 souhlasil s vyhlášením regentství, princ z Walesu byl určen regentem do konce Jiřího života. Od konce roku 1811 byl Jiří trvale ve stavu šílenství a žil v odloučení na hradu Windsor až do své smrti.
Perceval byl roku 1812 zavražděn (jako jediný britský premiér, kterého potkal takový osud) a jeho nástupcem se stal Robert Banks Jenkinson. Ten vedl vládu v době porážky Napoleona (1813, Bitva u Lipska). Následný Vídeňský kongres (1814–1815) přinesl velké územní zisky pro Hannover, který se tak z kurfiřtství rozrostl na království.
Jiřího stav se stále zhoršoval, oslepl a ohluchl. Nikdy se nedověděl, že se stal hannoverským králem a že jeho manželka zemřela roku 1818. Poslední období svého života nebyl schopen ani chodit. 29. ledna 1820 zemřel na Windsorském hradu, kde také byl v kapli svatého Jiří pohřben. Mezi jeho nástupci byli dva synové Jiří IV. a Vilém IV., kteří však oba zemřeli bez legitimních potomků. Jejich nástupkyní se tak stala vnučka Jiřího III., dcera jeho čtvrtého syna Eduarda, jež byla poslední příslušnicí hannoverské dynastie na britském trůnu – královna Viktorie.

## Vývod z předků
|           |                                          |  |                           |                                     |  |  |  |  |  |  |  | Arnošt August Brunšvicko-Lüneburský |
|           |                                          |  |                           |                                     |  |  |  |  |  |  |  |                                     |
|           | Jiří I.                                  |  |                           |                                     |  |  |  |  |  |  |  |                                     |
|           |                                          |  |                           |                                     |  |  |  |  |  |  |  |                                     |
|           |                                          |  |                           | Žofie Hannoverská                   |  |  |  |  |  |  |  |                                     |
|           |                                          |  |                           |                                     |  |  |  |  |  |  |  |                                     |
|           | Jiří II.                                 |  |                           |                                     |  |  |  |  |  |  |  |                                     |
|           |                                          |  |                           |                                     |  |  |  |  |  |  |  |                                     |
|           |                                          |  |                           | Jiří Vilém Brunšvicko-Lüneburský    |  |  |  |  |  |  |  |                                     |
|           |                                          |  |                           |                                     |  |  |  |  |  |  |  |                                     |
|           | Žofie Dorotea z Celle                    |  |                           |                                     |  |  |  |  |  |  |  |                                     |
|           |                                          |  |                           |                                     |  |  |  |  |  |  |  |                                     |
|           |                                          |  |                           | Éléonore Desmier d'Olbreuse         |  |  |  |  |  |  |  |                                     |
|           |                                          |  |                           |                                     |  |  |  |  |  |  |  |                                     |
|           | Frederik Ludvík Hannoverský              |  |                           |                                     |  |  |  |  |  |  |  |                                     |
|           |                                          |  |                           |                                     |  |  |  |  |  |  |  |                                     |
|           |                                          |  |                           | Albrecht II. Braniborsko-Ansbašský  |  |  |  |  |  |  |  |                                     |
|           |                                          |  |                           |                                     |  |  |  |  |  |  |  |                                     |
|           | Jan Fridrich Braniborsko-Ansbašský       |  |                           |                                     |  |  |  |  |  |  |  |                                     |
|           |                                          |  |                           |                                     |  |  |  |  |  |  |  |                                     |
|           |                                          |  |                           | Žofie Markéta Oettingenská          |  |  |  |  |  |  |  |                                     |
|           |                                          |  |                           |                                     |  |  |  |  |  |  |  |                                     |
|           | Karolina z Ansbachu                      |  |                           |                                     |  |  |  |  |  |  |  |                                     |
|           |                                          |  |                           |                                     |  |  |  |  |  |  |  |                                     |
|           |                                          |  |                           | Jan Jiří I. Sasko-Eisenašský        |  |  |  |  |  |  |  |                                     |
|           |                                          |  |                           |                                     |  |  |  |  |  |  |  |                                     |
|           | Eleonora Sasko-Eisenašská                |  |                           |                                     |  |  |  |  |  |  |  |                                     |
|           |                                          |  |                           |                                     |  |  |  |  |  |  |  |                                     |
|           |                                          |  |                           | Johana ze Sayn-Wittgensteinu        |  |  |  |  |  |  |  |                                     |
|           |                                          |  |                           |                                     |  |  |  |  |  |  |  |                                     |
| Jiří III. |                                          |  |                           |                                     |  |  |  |  |  |  |  |                                     |
|           |                                          |  |                           |                                     |  |  |  |  |  |  |  |                                     |
|           |                                          |  | Arnošt I. Sasko-Gothajský |                                     |  |  |  |  |  |  |  |                                     |
|           |                                          |  |                           |                                     |  |  |  |  |  |  |  |                                     |
|           | Fridrich I. Sasko-Gothajsko-Altenburský  |  |                           |                                     |  |  |  |  |  |  |  |                                     |
|           |                                          |  |                           |                                     |  |  |  |  |  |  |  |                                     |
|           |                                          |  |                           | Alžběta Žofie Sasko-Altenburská     |  |  |  |  |  |  |  |                                     |
|           |                                          |  |                           |                                     |  |  |  |  |  |  |  |                                     |
|           | Fridrich II. Sasko-Gothajsko-Altenburský |  |                           |                                     |  |  |  |  |  |  |  |                                     |
|           |                                          |  |                           |                                     |  |  |  |  |  |  |  |                                     |
|           |                                          |  |                           | August Sasko-Weissenfelský          |  |  |  |  |  |  |  |                                     |
|           |                                          |  |                           |                                     |  |  |  |  |  |  |  |                                     |
|           | Magdaléna Sibyla Sasko-Weissenfelská     |  |                           |                                     |  |  |  |  |  |  |  |                                     |
|           |                                          |  |                           |                                     |  |  |  |  |  |  |  |                                     |
|           |                                          |  |                           | Anna Marie Meklenbursko-Schwerinská |  |  |  |  |  |  |  |                                     |
|           |                                          |  |                           |                                     |  |  |  |  |  |  |  |                                     |
|           | Augusta Sasko-Gothajská                  |  |                           |                                     |  |  |  |  |  |  |  |                                     |
|           |                                          |  |                           |                                     |  |  |  |  |  |  |  |                                     |
|           |                                          |  |                           | Jan VI. Anhaltsko-Zerbstský         |  |  |  |  |  |  |  |                                     |
|           |                                          |  |                           |                                     |  |  |  |  |  |  |  |                                     |
|           | Karel Anhaltsko-Zerbstský                |  |                           |                                     |  |  |  |  |  |  |  |                                     |
|           |                                          |  |                           |                                     |  |  |  |  |  |  |  |                                     |
|           |                                          |  |                           | Žofie Augusta Holštýnsko-Gottorpská |  |  |  |  |  |  |  |                                     |
|           |                                          |  |                           |                                     |  |  |  |  |  |  |  |                                     |
|           | Magdalena Augusta Anhaltsko-Zerbstská    |  |                           |                                     |  |  |  |  |  |  |  |                                     |
|           |                                          |  |                           |                                     |  |  |  |  |  |  |  |                                     |
|           |                                          |  |                           | August Sasko-Weissenfelský          |  |  |  |  |  |  |  |                                     |
|           |                                          |  |                           |                                     |  |  |  |  |  |  |  |                                     |
|           | Žofie Sasko-Weissenfelská                |  |                           |                                     |  |  |  |  |  |  |  |                                     |
|           |                                          |  |                           |                                     |  |  |  |  |  |  |  |                                     |
|           |                                          |  |                           | Anna Marie Meklenbursko-Schwerinská |  |  |  |  |  |  |  |                                     |
|           |                                          |  |                           |                                     |  |  |  |  |  |  |  |                                     |